# Lehrerseminar Dresden-Strehlen

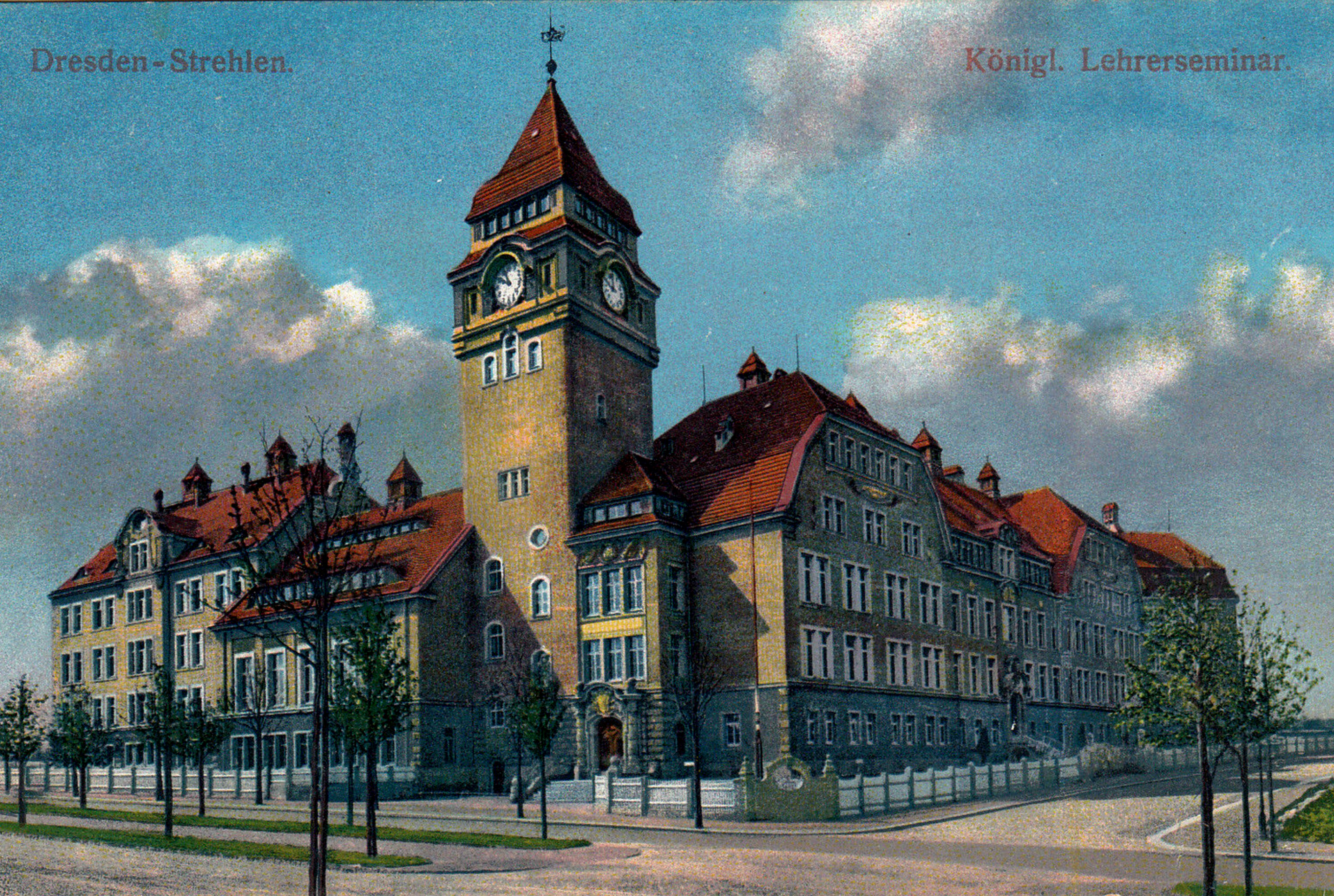
Einmündung Reichenbachstraße von rechts in die Teplitzer Straße 1910

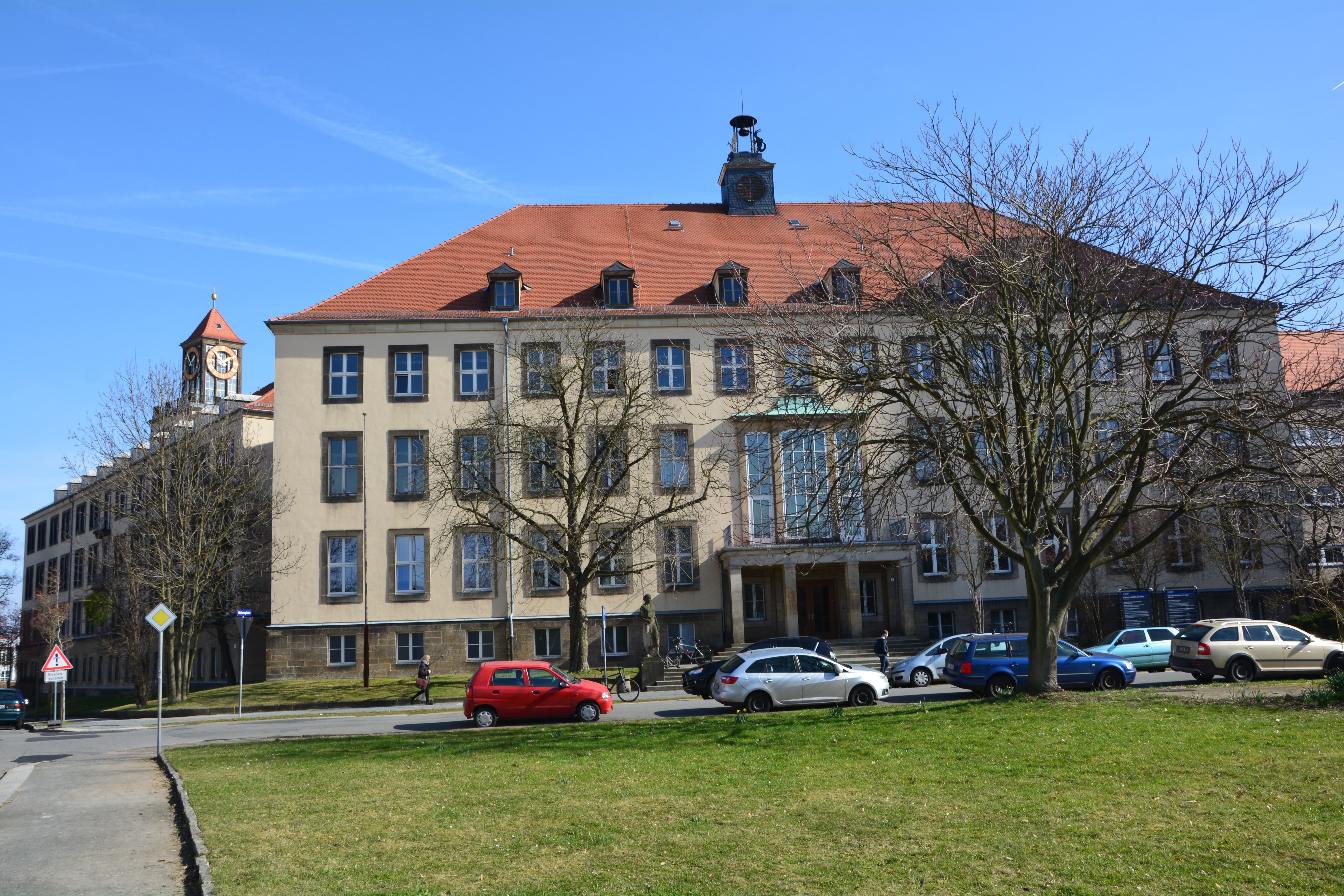
Weberplatz 2017

Das Lehrerseminar Dresden-Strehlen war ein Gebäudekomplex an der heutigen Teplitzer Straße, Reichenbachstraße und am Weberplatz. Er entstand zwischen 1906 und 1910 als eine Nachfolgeeinrichtung des Lehrerseminars Dresden-Friedrichstadt und erhielt zunächst den Namen König-Friedrich-August-Lehrerseminar. Vor und während des Zweiten Weltkrieges bestand es als Pädagogisches Institut der Technischen Hochschule Dresden, nach dem Krieg auf bzw. aus den Ruinen neu errichtet als Pädagogische Fakultät und als Arbeiter-und-Bauern-Fakultät. Nach 1990 richtete die Technische Universität Dresden darin den Hauptsitz für die Fakultät Erziehungswissenschaften ein.

## Planung

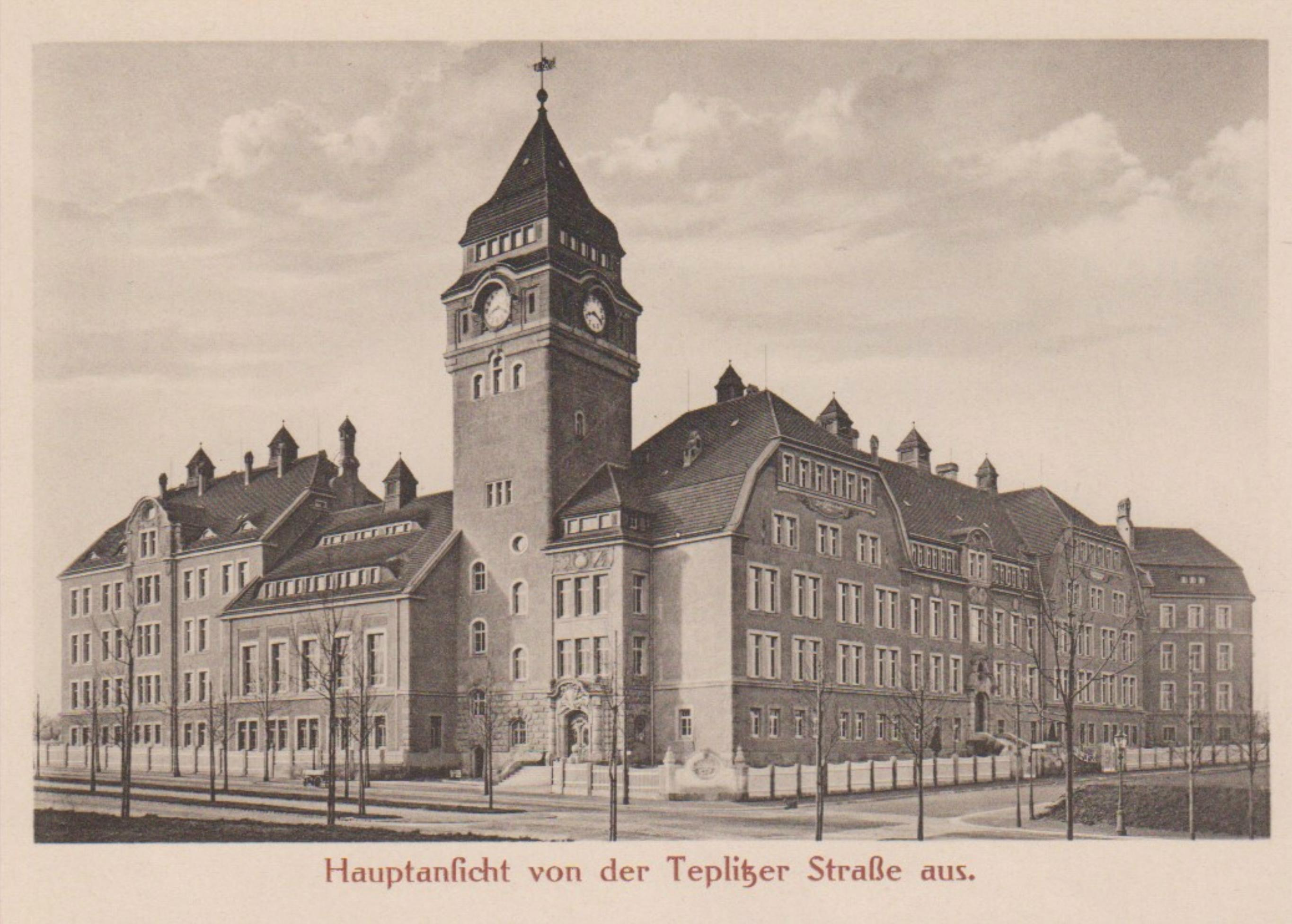
Hauptansicht Teplitzer Str. 1910

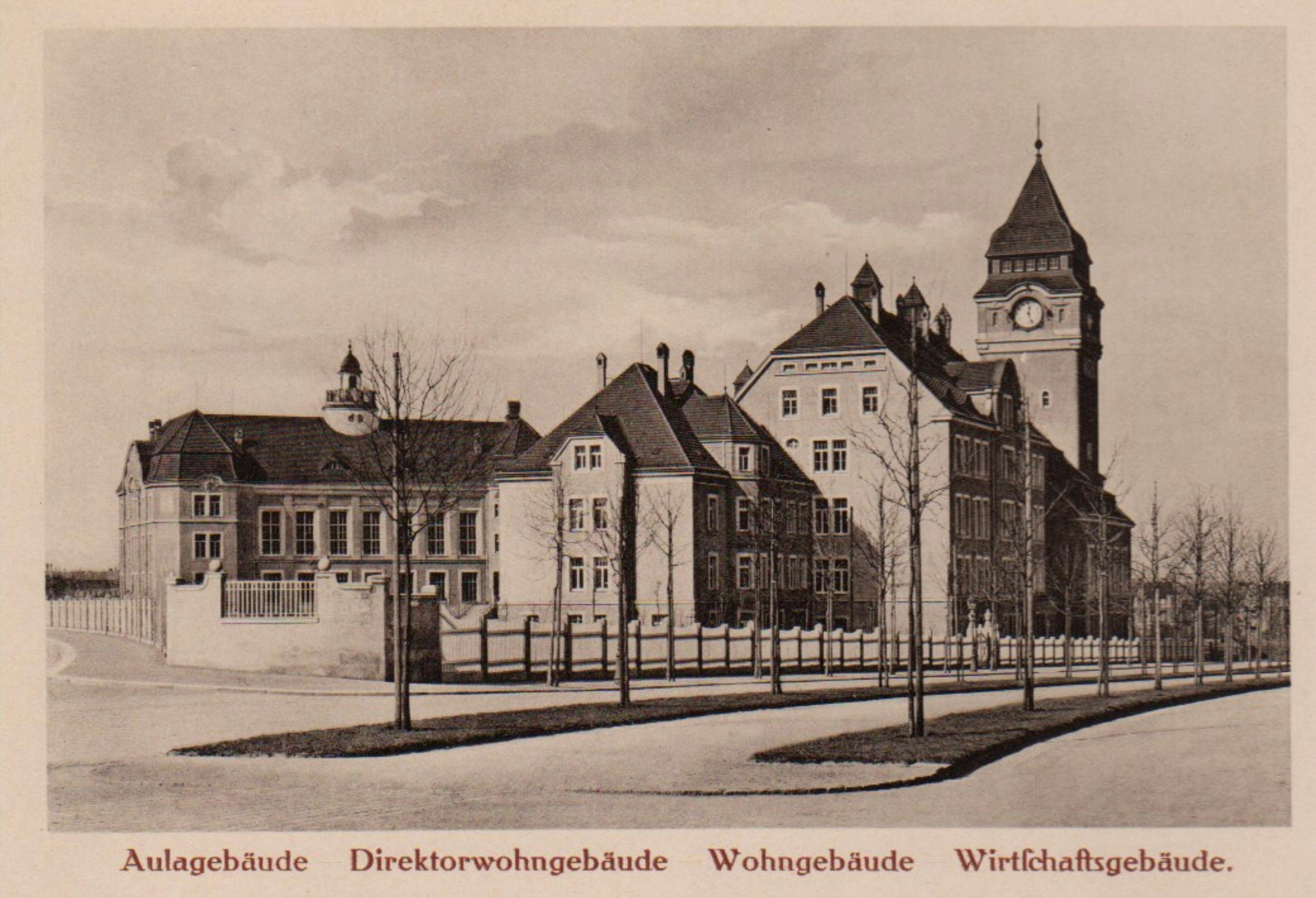
Ansicht Teplitzer Straße 1910

Im Jahr 1903 beschloss das Sächsische Königliche Ministerium des Kultus und öffentlichen Unterrichts den Neubau eines Lehrerseminars in Dresden-Strehlen. Das neue Gebäude war vorgesehen für die Aufnahme des bereits im Jahr 1787 unter der Regierung des Kurfürsten Friedrich August III. ins Leben gerufene Lehrerseminars in Dresden-Friedrichstadt. Das neue Lehrerseminarsgebäude sollte mindestens 8 Seminarklassen und 200 Seminaristen, davon 150 im Internat mit Wohnung und Verpflegung unterbringen. Des Weiteren sollten alle erforderlichen Räume für Lehrmittel und für die Unterrichtsvorbereitung vorhanden sein. Gefordert wurde auch eine Übungsschule mit dafür notwendigen Garderoben und Aufenthaltsräumen für circa 200 Schulkinder. Im Jahr 1903 bewilligte der Sächsische Landtag zunächst die Mittel für den Erwerb des 14.600 m² großen Baugeländes an der heutigen Teplitzer Straße, Reichenbachstraße und am Weberplatz. Am 30. März 1906 wurde der Vertrag mit dem Sächsischen Königlichen Finanzministerium und der Stadt Dresden zum Preis von 150.00 Mark besiegelt.
Daraufhin entstand ein Vorentwurf des Landbauamtes Dresden II und einer gründlichen Weiterplanung des zuständigen Rates im Sächsischen Königlichen Finanzministerium, des geheimen Baurates Edmund Waldow unter Mitwirkung des Hochbautechnischen Büros. Durch die geschaffene Grundlage bewilligte der Sächsische Landtag die nötigen Geldmittel, so dass das Sächsische Königliche Ministerium des Kultus und öffentlichen Unterricht im Frühjahr 1906 den Auftrag zur Bauausführung erteilte.

## Gebäudekomplex

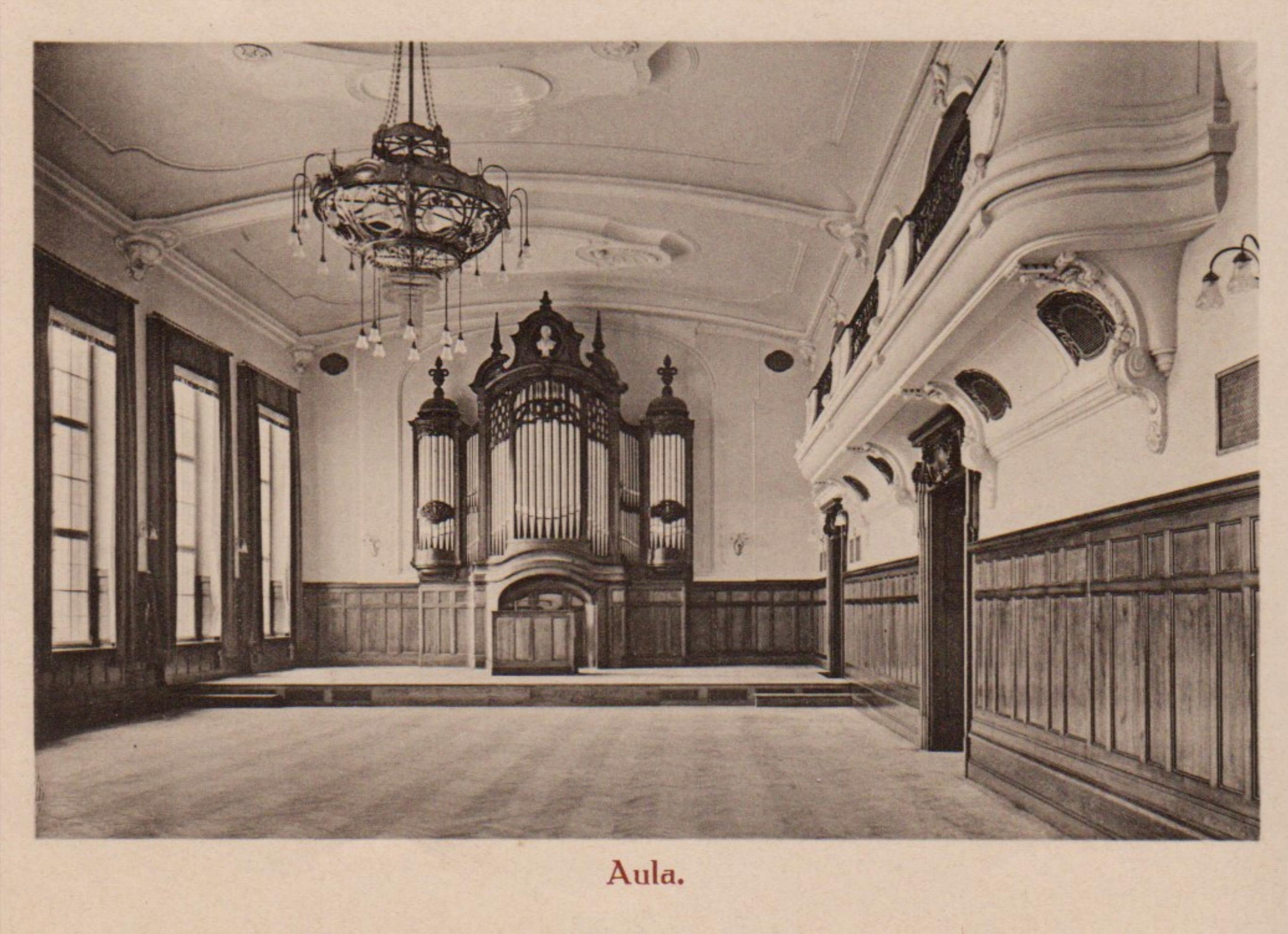
Aula mit Orgel 1910

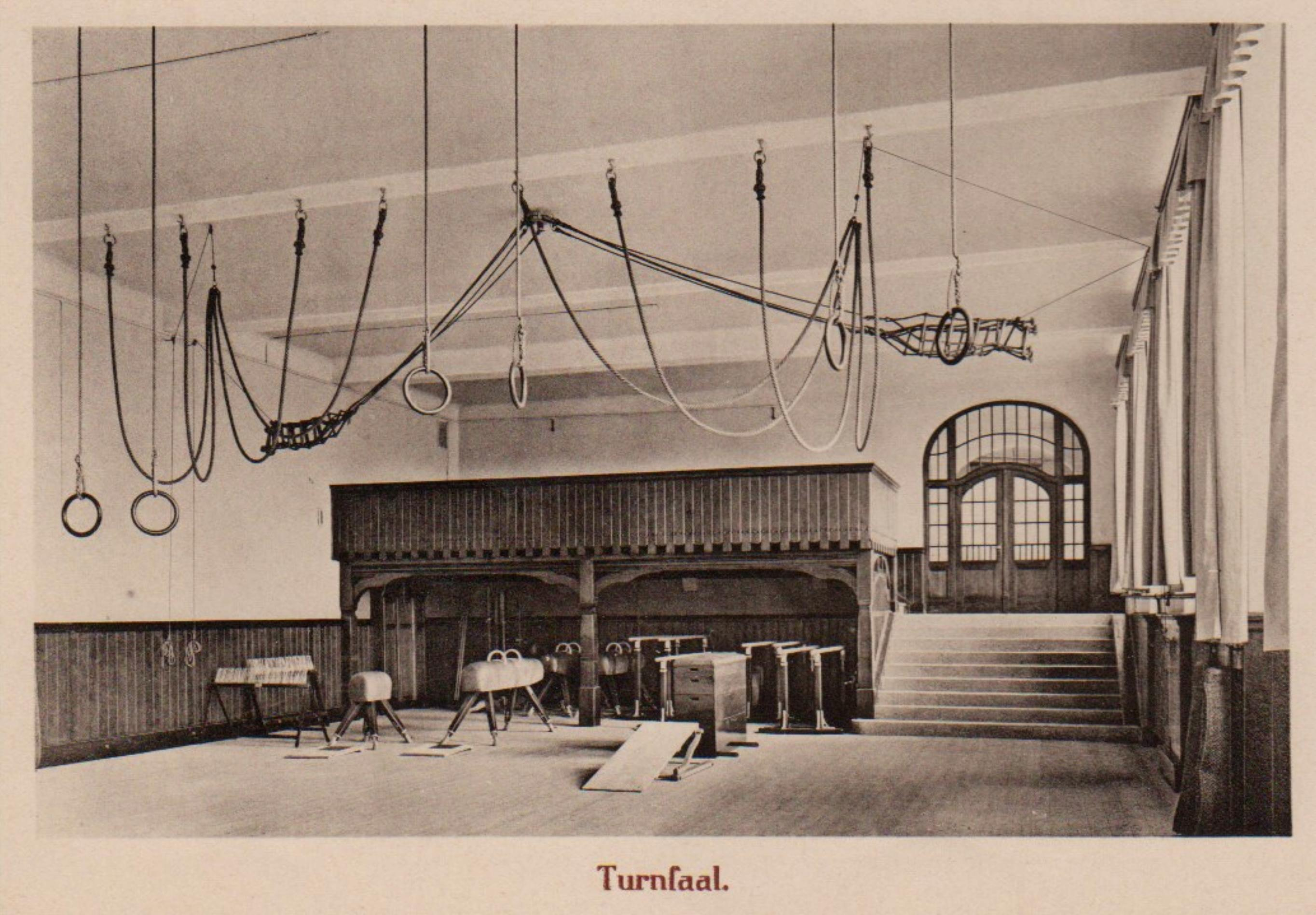
Turnsaal 1910

Aufgrund der trapezförmigen freien Lage des Bauplatzes und aus Zweckmäßigkeitsgründen entschied man sich nicht für ein geschlossenes großes Gebäude, sondern für einen gegliederten aufgelockerten Gebäudekomplex. Dieser umfasste auf einer 3.105 m² großen Grundfläche 5 miteinander verbundene Hauptgebäude:
- Aulagebäude mit Turnhalle (Weberplatz),
- Lehrergebäude mit Unterrichtsräumen (Reichenbachstraße),
- Wirtschaftsgebäude mit Speisesaal (Teplitzer Straße),
- Seminaristenwohngebäude (Teplitzer Straße),
- Wohngebäude des Direktors und für andere Angestellte (Teplitzer Straße).[1]

Die Architektur des Gebäudekomplexes entsprach dem Stil des Dresdner Barocks. Neben dem Hauptportal auf der Teplitzer Straße entstand ein markanter quadratischer Treppenhausturm mit einer Aussichtsplattform unterhalb der verjüngten Uhrturmspitze. Alle Gebäude bestanden aus Ziegelmauerwerk mit Graupelputzfassaden. Die Dachdeckung erfolgte mit roten sächsischen Biberschwänzen. Alle Fenster wurden mit einfachen Sandsteinfaschen umrahmt. Die umlaufenden Gesimse bestanden ebenfalls aus Sandstein. Das Hauptportal am Treppenhausturm erhielt als Schmuckelemente das Sächsische Wappen, flankiert mit zwei seitlichen Löwen. Darüber befand sich die Inschrift Königliches Lehrerseminar. Im Hauptgesims war ein Relief mit den Emblemen der einzelnen Disziplinen des Seminars und mittig die Namensinitialien Seiner Majestät König Friedrich August III. Das zweite Hauptportal an der Reichenbachstraße, das Lehrergebäude, wurde in rustikaler Sandsteinquaderung gestaltet. Unterhalb des Hauptgesimses befanden sich die Reliefbildnisse von Martin Luther, Philipp Melanchthon, Johann Wolfgang von Goethe und Friedrich Schiller. Das dritte Portal, der Eingang zum Aulagebäude am Weberplatz, wurde wiederum sehr prunkvoll gestaltet. Über dem Türportal befand sich ein Relief, Christus als Sämann darstellend. Über dem großen Treppenhausfenster in Bleiverglasung befand sich ein antiker Kriegerkopf. Die Inschrift: Erbaut unter der Regierung von König Friedrich August III. in den Jahren 1906 bis 1909. Alle künstlerischen Sandsteinarbeiten wurden vom Dresdner Bildhauer Leopold Armbruster gestaltet und ausgeführt.

### Aulagebäude
Im Mittelbau des Aulagebäudes befand sich eine zweiarmige geschwungene Granittreppe mit verzierten schmiedeeisernen Geländer. Das mächtige Bogenfenster im Treppenhaus wird durch ein bleiverglastes Fenster erhellt. Mit reichhaltiger Ornamentumrahmung stellt es Pestalozzi als Erzieher nach einem Entwurf des Kunstmalers Karl Schulz dar. Die Vorhalle wurde durch Sandsteinsäulen räumlich abgetrennt. Dahinter gelangte man in die Aula mit einer dreigeteilten gegliederten Stuckdecke und einem Wandgemälde an der Stirnseite. Dieser Saal bot 500 Personen Platz und wurde für Konzerte, Versammlungen, Festlichkeiten und die tägliche Andacht in Anspruch genommen. Für die Konzerte benutzte man die eingebaute Orgel der Orgelbaufirma Jehmlich aus Dresden. Das Aulagebäude bekrönte ein Dachreiter in runder Grundform mit einer Aussichtsplattform. Über der Plattform befand sich der Glockenturm, die Glocke stammte von Dresdner Glockengießer C. Albert Bierling und wog 254 kg.
Unterhalb der Aula im Erdgeschoss befand sich die Turnhalle mit einer hölzernen Tribüne für Zuschauer bei Schauturnveranstaltungen. In den seitlich befindlichen Räumen waren die Gesangsräume, ein Gesangssaal, drei Orgel- und sechs Klavierzimmer, zwei Lehrerzimmer und Räume für Lehrmittel untergebracht. Im Keller befand sich eine Asphaltkegelbahn für die Seminaristen und eine Anstaltswaschküche mit elektrischer Mangel.

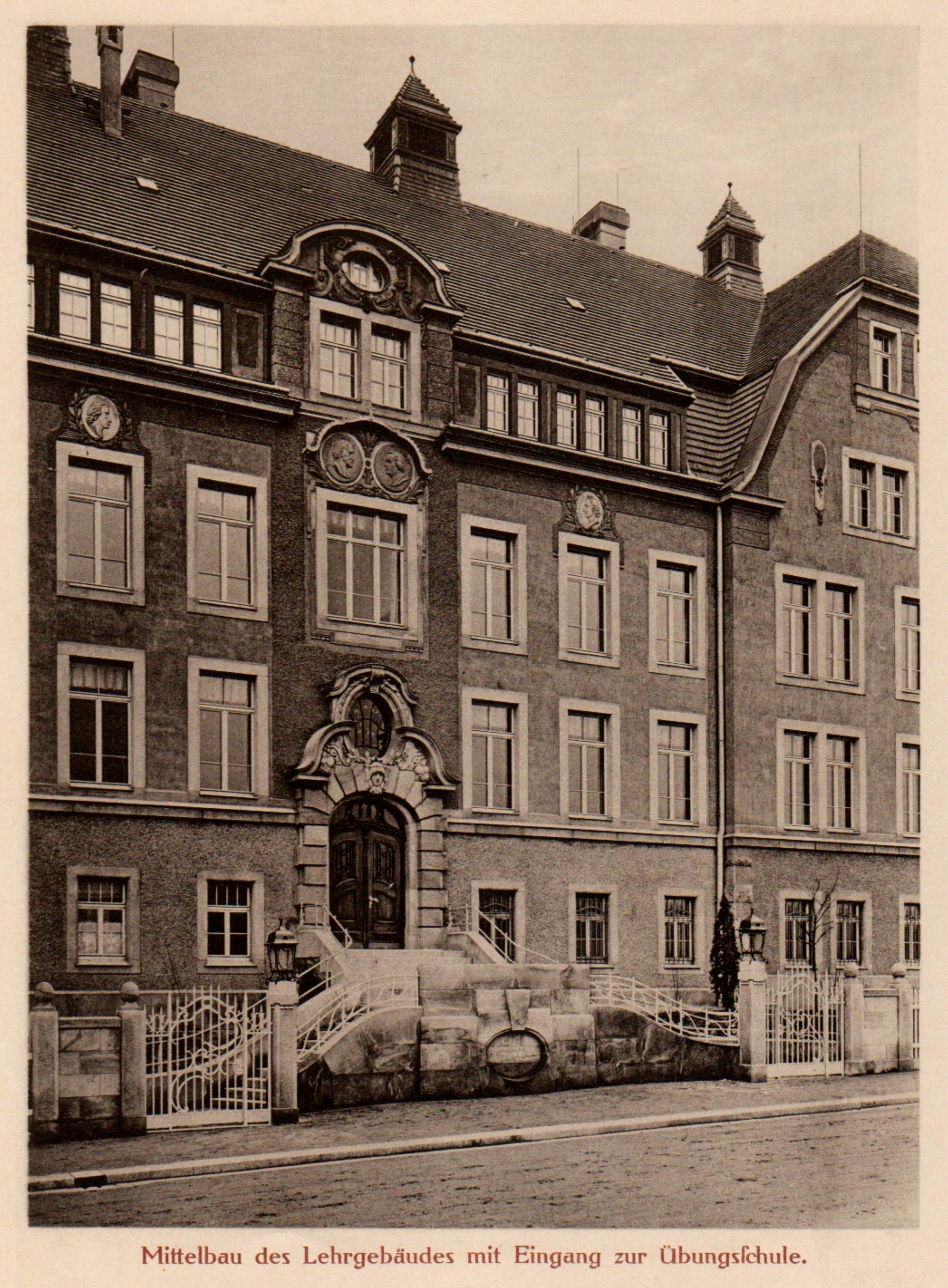
Mittelbau Übungsschule 1910

### Lehrgebäude
Das Lehrgebäude war für den Schulbetrieb der Seminaristen vorgesehen. Im Kellergeschoss befanden sich die Heizungsanlagen und Kohleräume, Dienstzimmer und Dienstwohnungen für das Hausmeisterpersonal und ein großer Handfertigkeitsraum zur Übung in handwerkliche Fähigkeiten und Fertigkeiten, wie Tischler-, Modellier- und Papparbeiten. Erreichbar über den Haupteingang Teplitzer Straße gelangte man im Erdgeschoss zu den Räumen der Übungsschule mit sieben Klassenräumen für je 30 Schüler. Auch von der Reichenbachstraße konnte man über eine zweiläufige Treppe zu den Klassenzimmern gelangen. Im 1. Obergeschoss waren acht Seminarlehrzimmer untergebracht. Des Weiteren befanden sich jeweils ein Physikalischer und Chemischer Vortragsraum, einschließlich der dazu gehörigen Vorbereitungs- und Sammlungszimmer sowie eine Dunkelkammer für photographische Schulungen. Im 2. Obergeschoss und dem ausgebauten Dachgeschoss waren drei große Schlafsäle mit dazu gehörigen sanitären Anlagen. Der Hauptzugang erfolgte über das Treppenhaus im Turm. Der über den Dachfirst hinaus ragende Turmbau enthält ein Uhrenzimmer, einen Archivraum und in der obersten Etage eine Heimatstube mit rundum Ausblick für Heimatkundeunterricht.

### Wirtschaftsgebäude
Die Versorgung der Seminaristen und Angestellten erfolgte durch eine großzügig angelegte und ausgestattete Küche mit Spülküche und Vorratskellern. Die von der Firma Rudolp, vormals Eschebach, eingebaute Herdanlage verfügte über einen unterirdischen Rauchabzug und einer eingebauten Heizschlange mit Boiler. Diese Anlage versorgte und gewährleistete die komplette Wasserversorgung. Über einen Doppelaufzug gelangten die Speisen in den im Erdgeschoss befindlichen Speisesaal. Dieser bot Platz für 240 Personen, auch zu Festveranstaltungen und Versammlungen. Außerdem befanden sich Wohnräume für das Küchenpersonal im Wirtschaftsgebäude.

### Seminaristenwohngebäude
Zur Unterbringung der Seminaristen diente das Wohngebäude. Im Kellergeschoss befanden sich die Wasch- und Duschräume mit Ankleide- und Garderobenräumen. Für externe Seminaristen waren Garderobenräume und Fahrradräume vorhanden. In den beiden Geschossen existierten je Etage 17 große Wohnzimmer mit Nebenräumen. Das Dachgeschoss beherbergte Garderoben- und Umkleideräume für externe Seminaristen. Das Direktorenzimmer befand sich in der 1. Etage und war direkt mit der Wohnung des Direktors zugänglich.

### Direktorenwohngebäude
Das zurückgesetzte Gebäude war vom Hof und über das Seminaristenwohngebäude zu erreichen. Eine massive Granittreppe führte vom Hof in die geräumige Diele und über eine Eichenholztreppe gelangte man in die oberen Etagen. Die Direktorenwohnung war im Erdgeschoss, Obergeschoss und ausgebauten Dachgeschoss untergebracht. Im Sockelgeschoss befanden sich die Wohnungen für den Heizer und Hausmeister. Im Kellergeschoss waren die Vorratsräume und ein Waschhaus vorhanden.

### Nebenanlagen
Der im Gebäudekomplex befindliche Hof wurde auf einer Fläche von 2750 m² mit Spiel- und Sportgeräten ausgestattet. Im südlichen Bereich schließt sich ein parkähnlicher Garten an. Dazu gehörte eine Teichanlage mit einem botanischen Garten. Sämtliche Vorgärten sind gärtnerisch bepflanzt und mit Wegen verbunden.

## Fertigstellung
Die gesamte Bauausführung, einschließlich die Erarbeitung der Baupläne und die architektonische Gestaltung sowie die Mobiliareinrichtung erfolgte durch das Landbauamt Dresden unter der Leitung des Baurates und Finanzrates Conrad Canzler. Die örtliche Bauleitung übte der Bauamtmann Roßberg mit dem Bauratsarchitekten Hans Friedel aus. Die Gesamtkosten wurden deutlich unterschritten und vom Sächsischen Königlichen Finanzministerium an das Sächsische Königliche Ministerium des Kultus und öffentlichen Unterricht beglichen.
| Nr. | Objekt                                  | geplante Kosten | verbrauchte Kosten | Ersparnis   |
| --- | --------------------------------------- | --------------- | ------------------ | ----------- |
| 1   | Gebäudekomplex                          | 907 523 Mark    | 900 846 Mark       | 6 677 Mark  |
| 2   | Nebenanlagen                            | 71 155 Mark     | 70 546 Mark        | 609 Mark    |
| 3   | Mobiliar                                | 112 816 Mark    | 110 986 Mark       | 1 830 Mark  |
| 4   | Lehrmittel, Musikinstrumente und Orgeln | 32 674 Mark     | 31 485 Mark        | 1 189 Mark  |
| 5   | Summe                                   | 1.124 168 Mark  | 1.113 873 Mark     | 10 295 Mark |

Eine Bauvorabnahme durch das Landbauamt Dresden II fand im März 1910 statt. Mit der feierlichen Einweihung und Übergabe am 6. April 1910 begann das Königliche Lehrerseminar Dresden-Strehlen als Nachfolgeeinrichtung des Friedrichstädter Lehrerseminars mit seiner Arbeit.

## Entwicklung bis 1945

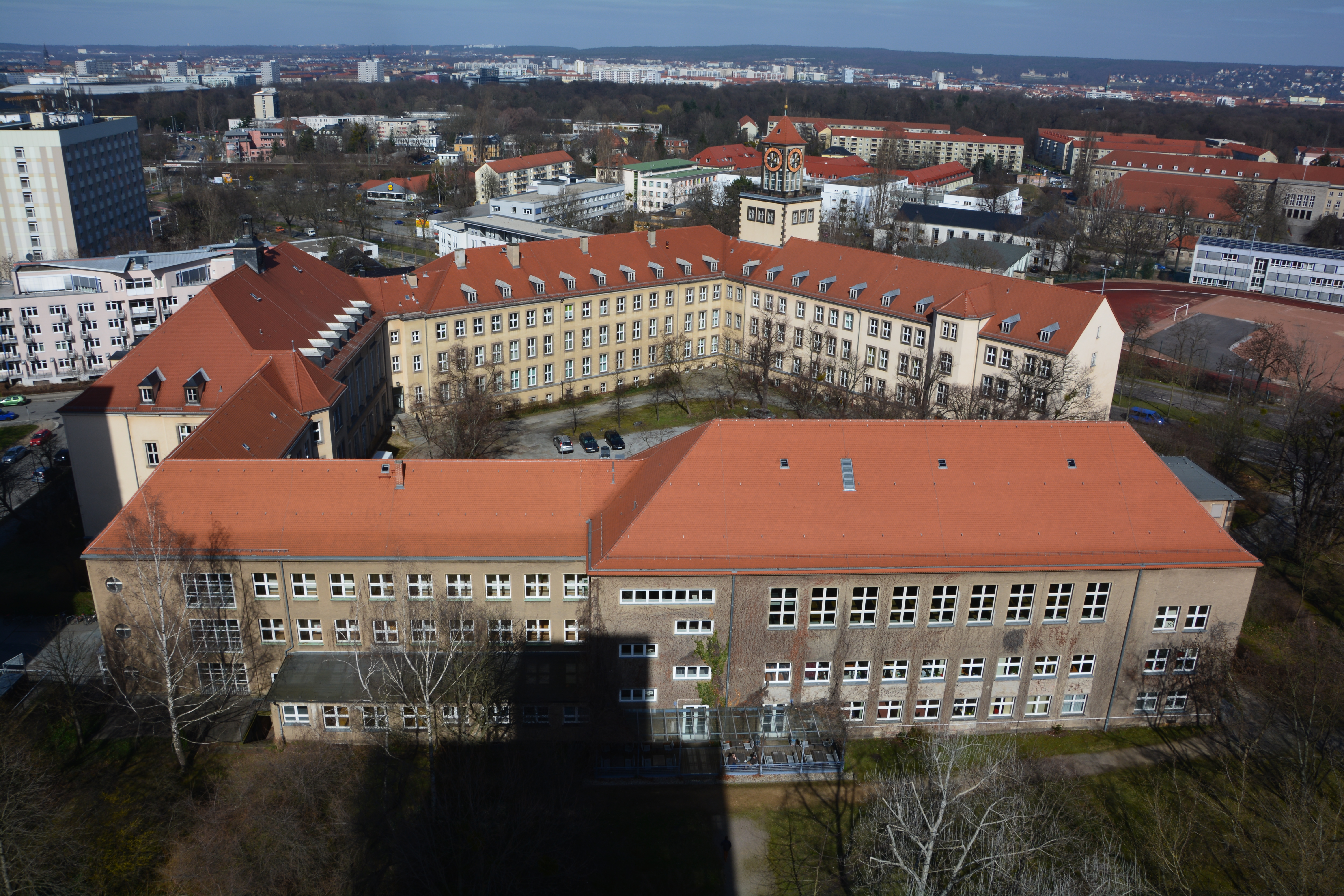
Weberplatz, Südflügel

Im Jahr 1922 erhielt der Haupteingang an der Teplitzer Straße die Granitfigur Schwertträger des Dresdner Bildhauers Adolf Liebermann, die nach 1945 als militärisches Denkmal eingestuft und entfernt wurde. Ab dem Jahr 1923 wurden die sächsischen Lehrerseminare aufgelöst. Das Lehrerseminar Dresden-Strehlen wurde als Pädagogisches Institut der Technischen Hochschule umgewandelt und weitergeführt, dessen Einweihung am 2. Mai 1923 erfolgte. Somit erhielten die Lehrer erstmals eine Hochschulausbildung. Der Gründer und erste Direktor sowie der ehemalige sächsische Volksbildungsminister des neuen Instituts war Richard Seyfert. Von 1923 bis 1933 war er Referent im Sächsischen Ministerium für Volksbildung und bis 1933 Professor für praktische Pädagogik an der Technischen Hochschule Dresden. Die sächsischen Abiturienten absolvierten eine dreijährige sehr berufsfeldorientierte Lehrerausbildung. Im Jahr 1924 wurde das Institut für Berufsschulpraxis als Teil des Pädagogischen Institutes eröffnet. Damit sollte der gestiegene Lehrerbedarf an den sächsischen Fortbildungs- und Berufsschulen abgedeckt werden. Das Pädagogische Institut bot die praktisch-pädagogische und unterrichtsmethodische Ausbildung an. Das Institut für Berufsschulpraxis lehrte soziologische, philosophisch-pädagogische, psychologische, sowie fachwissenschaftliche Studien. Im Jahr 1933 erfolgte die Absetzung von Seyfert durch die Nationalsozialisten, dieser wurde durch Friedrich Schreiber ersetzt. Schreiber erhielt am 1. August 1938 die Ernennung zum Professor. Ein Erweiterungsbau (Südflügel) in den Jahren von 1929 bis 1930 machte sich auf Grund starker Studentenzahlen notwendig. Ein nüchterner Bau ganz im Stil der damaligen neuen Schulbauten mit klaren Formen und Fensterbändern bot nun mehr Seminarräume und einen weiteren Festsaal (heutiger Viktor-Klemperer-Saal) an. Im Jahr 1936 erfolgte die Überführung in eine staatlich selbstständige Institution. Damit wurde die Vereinheitlichung nun im Sinne des Nationalsozialismus vollzogen. Um noch mehr Studenten zu gewinnen, wurden ab dem Jahr 1937 die Studiengebühren erlassen. Ab dem Jahr 1942 wurde wieder umstrukturiert und innerhalb der sächsischen Lehrerbildung vornehmlich Lehrerinnen ausgebildet. In den nachfolgenden Kriegswirren verlor das Pädagogische Institut stark an Bedeutung. Um 1944 wurde der Lehrbetrieb gänzlich eingestellt. Mit den ersten Luftangriffen am 13. Februar 1945 erhielt der vergrößerte Gebäudekomplex mehrere Bombenvolltreffer und brannte aus und wurde bis auf das Umfassungsmauerwerk zerstört. Der neue Südflügel blieb dagegen weitgehend unversehrt.

## Entwicklung bis 1963

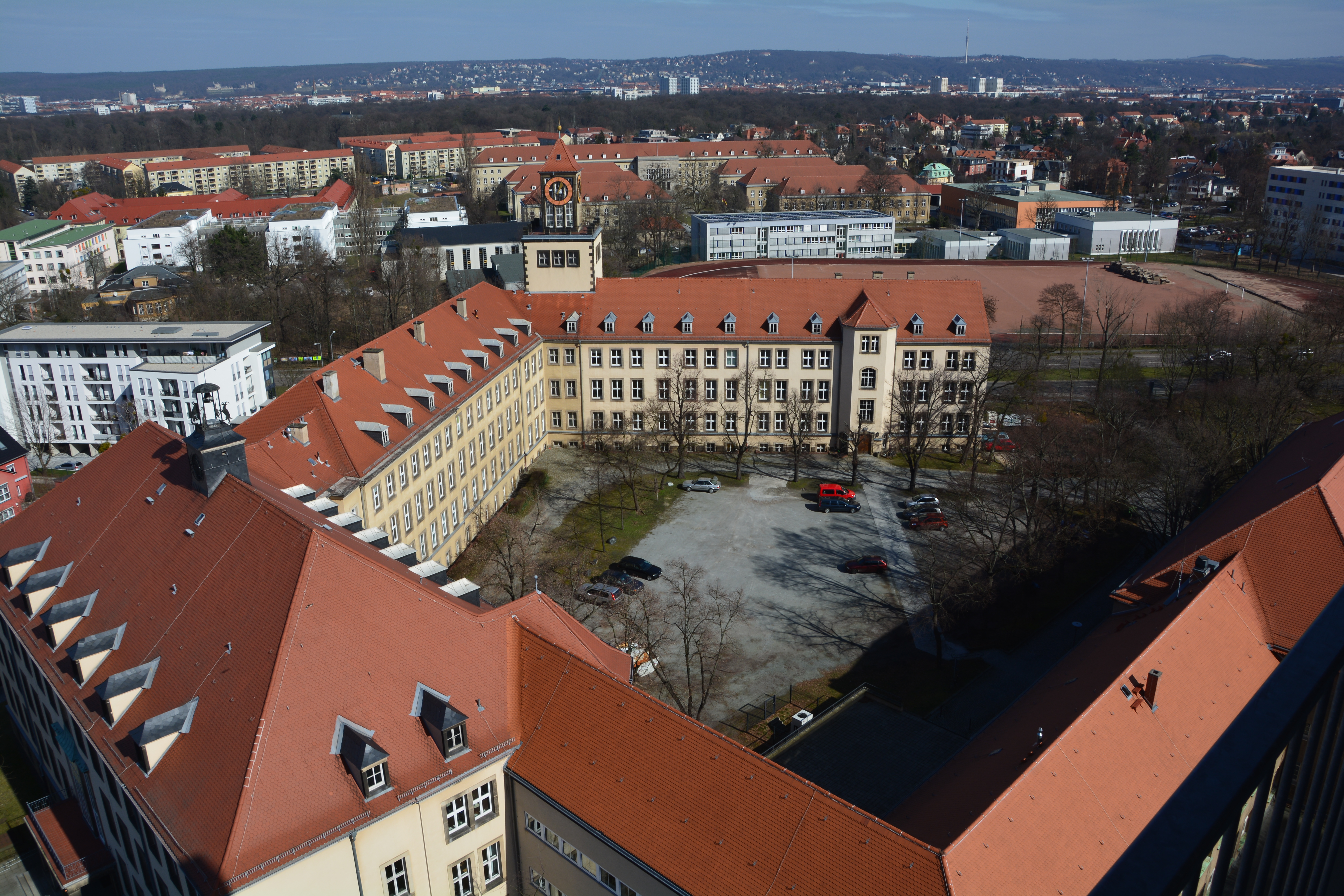
Gesamtkomplex

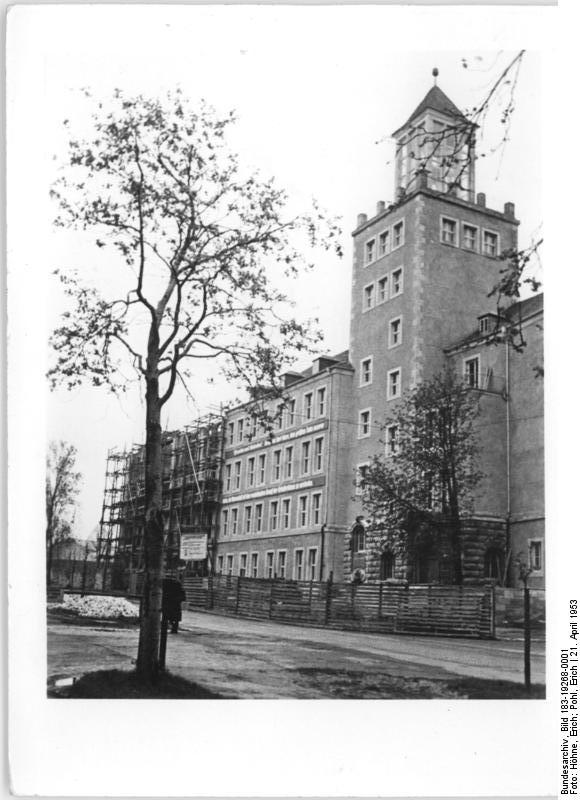
Wiederaufbau Ostflügel (Teplitzer Straße)

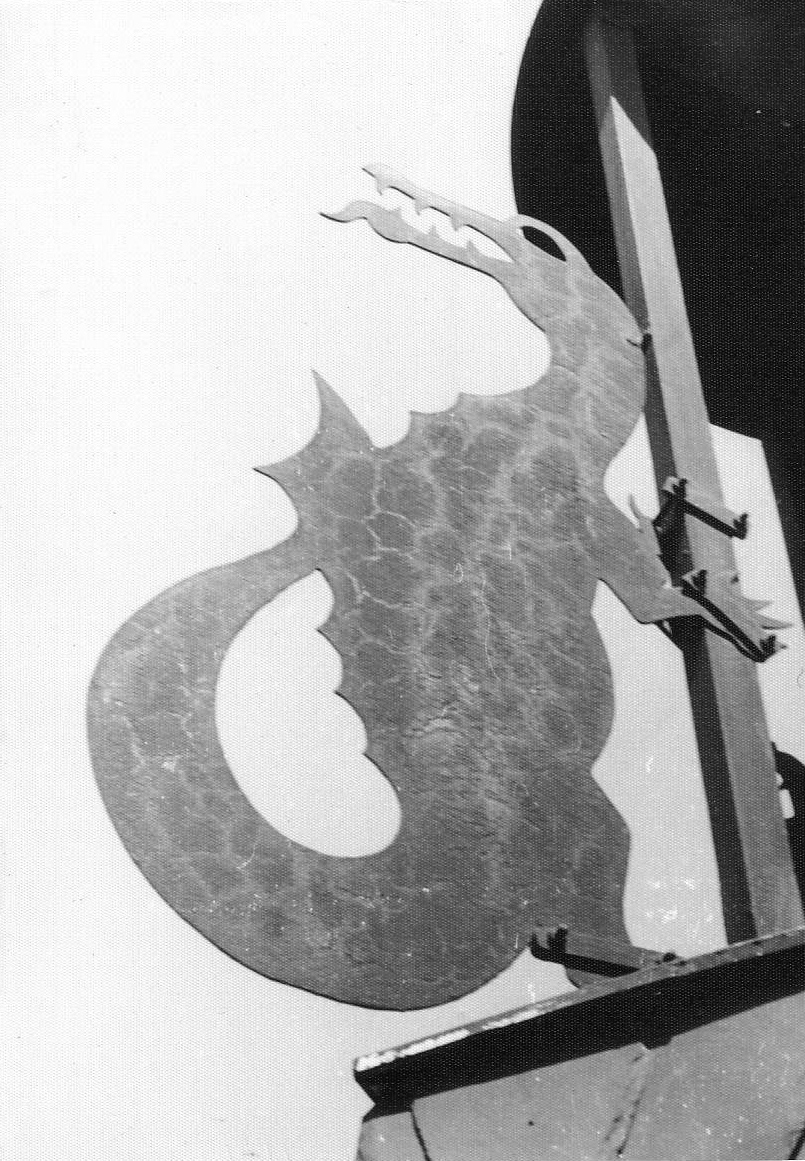
Figur am Dachreiter

Der leicht beschädigte Südflügel konnte rasch instand gesetzt werden. Im Jahr 1946 wurde der Lehr- und Vorlesungsbetrieb wieder aufgenommen. Das Pädagogische Institut wurde nun in Pädagogische Fakultät umbenannt und unterrichtete fortan im marxistischen Sinn. Mit der Gründung der DDR wollte man auch neue sozialistische Lehrstätten schaffen und erweiterte die Fakultät in eine Arbeiter-und-Bauern-Fakultät um. In der Zeit von 1949 bis 1964 wurde der zerstörte ruinöse Gebäudekomplex in stark vereinfachter Form im Stil des sozialistischen Klassizismus, aus finanziellen und bautechnischen Verpflichtungen einem Neubau gleich, wieder hergestellt. Nach den Plänen des Architekten Heinrich Rettig wurde zunächst das dreigeschossige ehemalige Aulagebäude am Weberplatz gebaut. Den Abschluss dieses Gebäudes bildet ein gewalmtes Dach mit Dachreiter und vier Tierfiguren (Krokodil, Wolf, Ziegenbock und Fisch) bestückter Glockenstuhl. Das im großzügig angelegten Treppenaufgang zur ehemaligen Aula neue Glasfenster zeigt den neuen Geist der Zeit nach einem Entwurf des Künstlers Petzold und stellt eine junge Arbeiterin und Arbeiter dar. Die Einbeziehung der alten Gebäudereste ermöglichte nun gerade verlaufende Fenstergesimse und Fensterachsen. Der Uhrenturm wurde ebenfalls in einfacher Weise wieder hergestellt und erhielt seine dominierende Wirkung zurück. Die anderen Gebäude wurden so hergerichtet, dass es nur noch Seminarzimmer in dem ehemaligen Lehrergebäude mit Unterrichtsräumen (Reichenbachstraße), im Wirtschaftsgebäude mit Speisesaal (Teplitzer Straße) und im Seminaristenwohngebäude gibt. Das Direktorenwohngebäude wurde nicht wieder aufgebaut. Die sich im Hof befindlichen Spiel- und Sportanlagen wurden nicht wieder hergestellt. Der südlich am Hof befindliche parkähnliche Garten wurde in der Art vom sowjetischen Botaniker Iwan Wladimirowitsch Mitschurin in einen Lehr- und Anzuchtgarten umgewandelt.  Zwischenzeitlich wurden die Räumlichkeiten von der Sektion Berufspädagogik der Technischen Universität Dresden genutzt. Vor dem Haupteingang am Weberplatz wurden im Jahr 1955 die Sandsteinplastiken Arbeiterstudent vom Dresdner Bildhauer Wilhelm Landgraf und Bauernstudentin vom Bildhauer Gerhard Markwald aufgestellt. Im gleichen Jahr schuf der Dresdner Künstler Wilhelm Lachnit vier Wandgemälde. Die Aufgaben der Arbeiter-und-Bauern-Fakultät bestand im Wesentlichen darin, die heranwachsende Jugend im Sinne des Marxismus zu erziehen und zu unterrichten und die Vorbereitungsstufe für ein Studium von Arbeiter- und Bauernkinder zu sein. Um das Jahr 1963 erfüllten sich diese Forderungen, so dass für den Gebäudekomplex eine neue Aufgabe erforderlich wurde.

## Entwicklung bis 1990
Im Jahr 1963 wurde die Arbeiter-und-Bauern-Fakultät aufgelöst. Die Räumlichkeiten des Gebäudekomplexes wurden nun anders genutzt. Hauptsächlich die Technische Universität Dresden belegte diverse Gebäudeteile für Seminare und Fortbildung. Im Jahr 1970 wurde vor dem Gebäude an der Teplitzer Straße die Bronzeplastikgruppe Dozent und Studenten oder Lehrende und Lernende des Dresdner Bildhauers Wolfram Hesse aufgestellt. Die Sektion Kulturwissenschaften nutzte das Gebäude am Weberplatz. Während der DDR-Zeit erfolgten keine Werterhaltungs- und Instandsetzungsarbeiten, damit verschlechterte sich ständig der allgemeine Bauzustand. Im Gebäude am Weberplatz fanden in der ehemaligen Aula, inzwischen zu einem Lesesaal umfunktioniert, zudem die alljährlichen Feiern der Jugendweihe statt. Der Innenhof verkam zum Abstellplatz und der sogenannte Mitschuringarten verwilderte.

## Entwicklung ab 1990

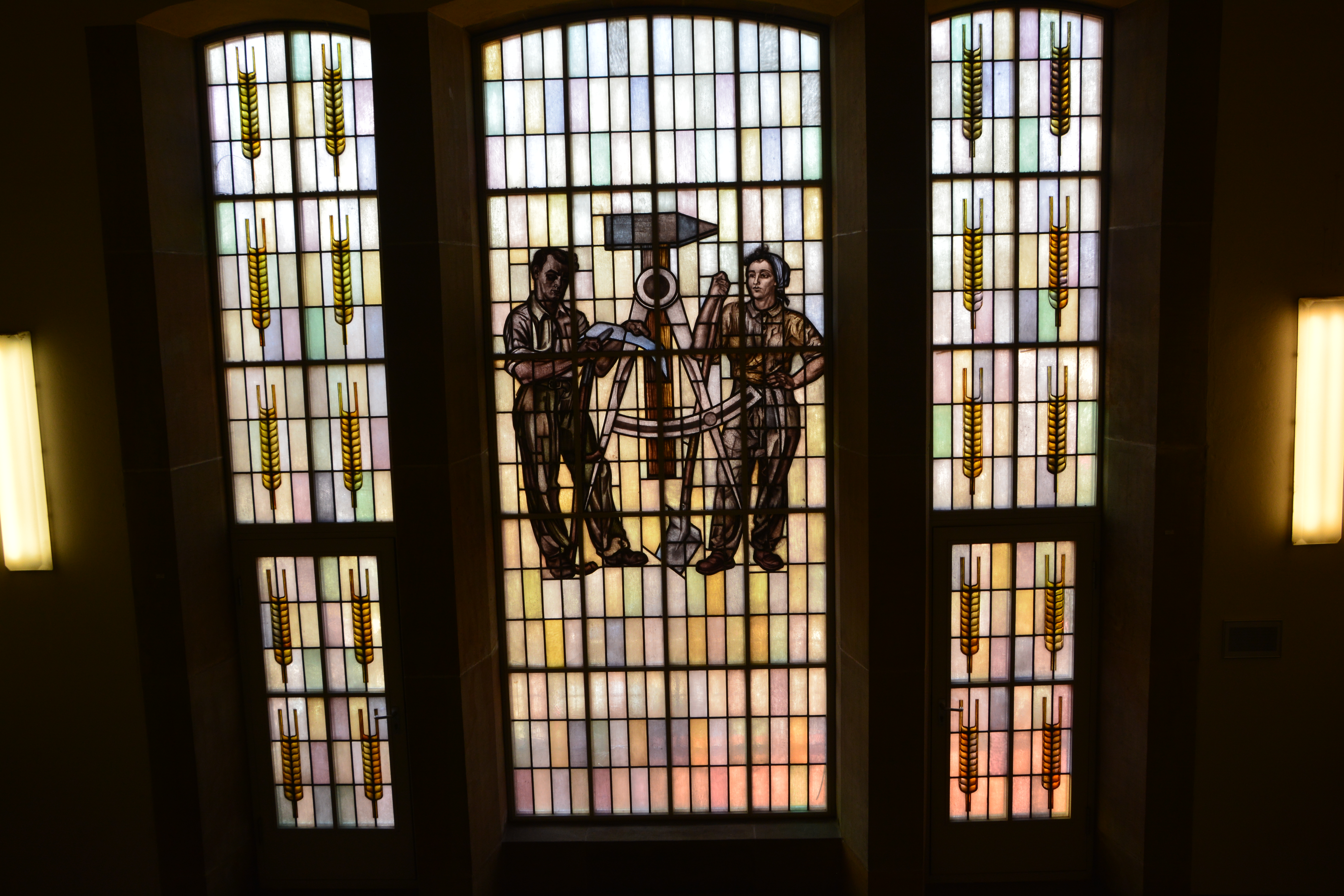
Glasmalerei

Mit dem Finanzierungsprogramm Aufschwung Ost begannen im Jahr 1991 die ersten Maßnahmen der Werterhaltung. Es vollendete in ein Renovierungs- und Rekonstruktionsprogramm. Alle Fassaden wurden neu hergestellt, das Dach des gesamten Gebäudekomplexes wurde neu mit Biberschwänzen gedeckt und der Außenbereich neu gestaltet. Die Innenräume wurden saniert und mit neuen Farbanstrichen versehen. Der Eingangsbereich zum Südflügel wurde nach historischem Vorbild wieder hergestellt. Der Gartenbereich ist wieder in einen kleinen Park umgestaltet worden. Die Technische Universität richtete den Hauptsitz für die Fakultät Erziehungswissenschaften in diesen Gebäudekomplex ein. Des Weiteren sind das Institut für Berufspädagogik und Berufliche Didaktiken, das Institut für Sozialpädagogik, Sozialarbeit und Wohlfahrtswissenschaften, das Institut für Evangelische Theologie, das Institut für Katholische Theologie und eine Erziehungswissenschaftliche Lehr- und Forschungswerkstatt untergebracht. Im Südflügel erwartet das Café Blau im Vorlesungsgebäude mit frischen Farben und einem reichhaltigen Imbiss-Angebot seine Gäste.